# Гленборо-Саут-Сайпрес
Гленборо-Саут-Сайпрес (англ. Glenboro-South Cypress) — муніципалітет в Канаді, у провінції Манітоба.

## Населення
За даними перепису 2016 року, муніципалітет нараховував 1565 осіб, показавши зростання на 5,5%, порівняно з 2011-м роком. Середня густина населення становила 1,4 осіб/км².
З офіційних мов обидвома одночасно володіли 45 жителів, тільки англійською — 1 475, а 30 — жодною з них. Усього 425 осіб вважали рідною мовою не одну з офіційних.
Працездатне населення становило 71,4% усього населення, рівень безробіття — 2,2% (2,6% серед чоловіків та 0% серед жінок). 78,1% осіб були найманими працівниками, а 21,9% — самозайнятими.
Середній дохід на особу становив $43 403 (медіана $34 987), при цьому для чоловіків — $49 947, а для жінок $36 514 (медіани — $39 253 та $29 184 відповідно).
35,6% мешканців мали закінчену шкільну освіту, не мали закінченої шкільної освіти — 17,8%, 47,6% мали післяшкільну освіту, з яких 19,8% мали диплом бакалавра, або вищий.
| Статево-вікова структура населення | Статево-вікова структура населення | Статево-вікова структура населення | Статево-вікова структура населення | Статево-вікова структура населення |
| ---------------------------------- | ---------------------------------- | ---------------------------------- | ---------------------------------- | ---------------------------------- |
|                                    |                                    |                                    |                                    |                                    |
| Всього                             | Всього                             | 49,7%50,3%                         |                                    |                                    |
| 0 — 14 років                       | 0 — 14 років                       |                                    | 23,3%                              | 23,3%                              |
| 15 — 64 років                      | 15 — 64 років                      |                                    | 55,9%                              | 55,9%                              |
| 65 і більше                        | 65 і більше                        |                                    | 20,8%                              | 20,8%                              |
| 85 і більше                        | 85 і більше                        |                                    | 3,8%                               | 3,8%                               |
| Середній вік (років)               | Середній вік (років)               | 37,942,4                           | 40,2                               | 40,2                               |
| Медіана (років)                    | Медіана (років)                    | 36,942,2                           | 39,8                               | 39,8                               |
| — чоловіки — жінки                 |                                    |                                    |                                    |                                    |

| Походження мешканців:     | Походження мешканців:     | Походження мешканців: | Походження мешканців: | Походження мешканців: |
| ------------------------- | ------------------------- | --------------------- | --------------------- | --------------------- |
| Походження                |                           |                       | осіб                  | %                     |
| Корінні американці        | Корінні американці        |                       | 135                   | 11.59%                |
| Інше північноамериканське | Інше північноамериканське |                       | 360                   | 30.9%                 |
| Європейське               | Європейське               |                       | 990                   | 84.98%                |
| британське                | британське                |                       | 760                   | 65.24%                |
| французьке                | французьке                |                       | 140                   | 12.02%                |
| українське                | українське                |                       | 90                    | 7.73%                 |
| Азійське                  | Азійське                  |                       | 10                    | 0.86%                 |

| Зайнятість населення за галузями (за класифікацією NOC): | Зайнятість населення за галузями (за класифікацією NOC): | Зайнятість населення за галузями (за класифікацією NOC): | Зайнятість населення за галузями (за класифікацією NOC): | Зайнятість населення за галузями (за класифікацією NOC): |
| -------------------------------------------------------- | -------------------------------------------------------- | -------------------------------------------------------- | -------------------------------------------------------- | -------------------------------------------------------- |
|                                                          |                                                          |                                                          |                                                          |                                                          |
| Управління                                               | Управління                                               |                                                          | 19,7%                                                    | 19,7%                                                    |
| Бізнес, фінанси та адміністрування                       | Бізнес, фінанси та адміністрування                       |                                                          | 10,2%                                                    | 10,2%                                                    |
| Природничі та прикладні науки                            | Природничі та прикладні науки                            |                                                          | 2,2%                                                     | 2,2%                                                     |
| Охорона здоров'я                                         | Охорона здоров'я                                         |                                                          | 7,3%                                                     | 7,3%                                                     |
| Освіта, правозахист, муніципальні та урядові служби      | Освіта, правозахист, муніципальні та урядові служби      |                                                          | 10,2%                                                    | 10,2%                                                    |
| Мистецтво, культура, відпочинок та спорт                 | Мистецтво, культура, відпочинок та спорт                 |                                                          | 1,5%                                                     | 1,5%                                                     |
| Роздрібна торгівля та послуги                            | Роздрібна торгівля та послуги                            |                                                          | 17,5%                                                    | 17,5%                                                    |
| Гуртова торгівля, транспорт та обладнання                | Гуртова торгівля, транспорт та обладнання                |                                                          | 19%                                                      | 19%                                                      |
| Природні ресурси, сільське господарство                  | Природні ресурси, сільське господарство                  |                                                          | 9,5%                                                     | 9,5%                                                     |
| Виробництво                                              | Виробництво                                              |                                                          | 3,6%                                                     | 3,6%                                                     |

## Клімат
Середня річна температура становить 2,9°C, середня максимальна – 24,9°C, а середня мінімальна – -24,3°C. Середня річна кількість опадів – 503 мм.
| Клімат поселення                              | Клімат поселення | Клімат поселення | Клімат поселення | Клімат поселення | Клімат поселення | Клімат поселення | Клімат поселення | Клімат поселення | Клімат поселення | Клімат поселення | Клімат поселення | Клімат поселення | Клімат поселення |
| Показник                                      | Січ.             | Лют.             | Бер.             | Квіт.            | Трав.            | Черв.            | Лип.             | Серп.            | Вер.             | Жовт.            | Лист.            | Груд.            |                  |
| Середній максимум, °C                         | −10,8            | −7,06            | 0,14             | 10,63            | 18,60            | 23,99            | 24,85            | 24,06            | 18,12            | 10,89            | 0,76             | −8,7             |                  |
| Середня температура, °C                       | −17,54           | −13,82           | −6,64            | 3,85             | 11,83            | 17,22            | 19,86            | 19,08            | 13,12            | 5,90             | −4,21            | −13,7            |                  |
| Середній мінімум, °C                          | −24,32           | −20,6            | −13,41           | −2,92            | 5,07             | 10,45            | 14,86            | 14,07            | 8,11             | 0,88             | −9,22            | −18,69           |                  |
| Норма опадів, мм                              | 20               | 18               | 26               | 24               | 65               | 89               | 73               | 65               | 40               | 35               | 23               | 25               |                  |
| Середньомісячна швидкість вітру, м/с          | 4.20             | 4.20             | 4.30             | 4.50             | 4.60             | 4.10             | 3.50             | 3.70             | 4.10             | 4.40             | 4.30             | 4.20             |                  |
| Середньомісячна сонячна радіація, кДж/м²·день | 4183             | 7481             | 12621            | 17132            | 20067            | 21204            | 21816            | 18692            | 13081            | 7916             | 4318             | 3248             |                  |
| --------------------------------------------- | ---------------- | ---------------- | ---------------- | ---------------- | ---------------- | ---------------- | ---------------- | ---------------- | ---------------- | ---------------- | ---------------- | ---------------- | ---------------- |
| Джерело:                                      |                  |                  |                  |                  |                  |                  |                  |                  |                  |                  |                  |                  |                  |